# Ernst-Volker Staub
Ernst-Volker Wilhelm Staub (* 30. Oktober 1954 in Hamburg; Aliasnamen: Robert Hagen, Rolf Krause, Ulrich Schulte und weitere) gilt als ehemaliges Mitglied der terroristischen Vereinigung Rote Armee Fraktion (RAF). 1986 wurde er zu einer Freiheitsstrafe von vier Jahren verurteilt; er tauchte nach Ablauf seiner Strafe erneut unter. Nach Staub wird wegen Beteiligung an dem Sprengstoffanschlag gegen die JVA Weiterstadt, Mitgliedschaft in einer terroristischen Vereinigung und mehrerer Raubüberfälle nach Auflösung der RAF gefahndet.

## Politische Aktivität und Weg in den Terrorismus
Staub bestand das Abitur am Gymnasium Farmsen und studierte ab 1975 Sprachwissenschaften, Phonetik und ab Sommer 1976 auch Rechtswissenschaft an der Universität Hamburg. Mit seiner Exmatrikulation 1982 verlor sich seine Spur; er ging laut dem Journalisten Butz Peters spätestens im Juni 1983 in den Untergrund. Im Juli 1984 wurde er gemeinsam mit Helmut Pohl aus der Kommandoebene der RAF und weiteren Mitgliedern der „Ebene der Militanten“ in einer konspirativen Wohnung in Frankfurt am Main verhaftet und am 5. Februar 1986 vom Bayerischen Obersten Landesgericht wegen Mitgliedschaft in einer terroristischen Vereinigung, unerlaubten Waffenbesitzes und Urkundenfälschung (eines Reisepasses) zu einer Freiheitsstrafe von vier Jahren verurteilt. Während seiner Haft beteiligte sich Staub am Hungerstreik 1984/85. Nach Verbüßen der Strafe zog er im Juli 1988 nach Hamburg und unterhielt Kontakte zu Hamburger und Wiesbadener Unterstützern der RAF. Er tauchte im Frühjahr 1990 unter und schloss sich offenbar erneut der RAF an. Seit 1991 wurde daher wieder nach ihm gefahndet. Damals wurden laut Bundeskriminalamt Haarreste von ihm an einem Motorradhelm gefunden.
Über die mutmaßliche Zugehörigkeit Staubs zur Kommandoebene der dritten RAF-Generation sind die Erkenntnisse der Ermittlungsbehörden unzureichend. Auf einem Brief des ehemaligen RAF-Mitglieds Birgit Hogefeld, der nach dem GSG-9-Einsatz in Bad Kleinen bei ihr sichergestellt wurde, fand man Staubs Fingerabdrücke. Die ebenfalls als RAF-Mitglied geltende Daniela Klette wird als „Gefährtin“ oder „Freundin“ Staubs bezeichnet; bei einem verdächtig wirkenden, nicht überprüften Pärchen, das beim Einsatz von Bad Kleinen auf dem Bahnhofsvorplatz anwesend war, vermuten die Ermittlungsbehörden, es könne sich um Klette und Staub gehandelt haben (siehe Bad Kleinen/Auswirkungen). Laut einer Stilanalyse der im April 1998 veröffentlichten Auflösungserklärung der RAF lassen sich mehrere Formulierungen des Schreibens Staub als Autor zuordnen. Im Oktober 2007 bestätigte die Bundesanwaltschaft, sie halte Staub, Klette und Burkhard Garweg für drei der fünf Täter beim Sprengstoffanschlag gegen die JVA Weiterstadt im Jahr 1993. Sie seien durch DNA-Spuren vom Tatort identifiziert worden.

## Verdacht auf Überfälle und Anschläge
Auch nach der Auflösung der RAF wurden Staub, Klette und Garweg vom Bundeskriminalamt wegen Mitgliedschaft in einer terroristischen Vereinigung gesucht. Im November 2000 wurde der Haftbefehl gegen Staub und Klette vom Bundesgerichtshof um Bildung einer neuen terroristischen Vereinigung und schweren Raub erweitert, nachdem die beiden am 20. Juli 1999 einen Geldtransport in Duisburg mit einer Panzerfaust und einem Schnellfeuergewehr überfallen und dabei mindestens eine Million D-Mark erbeutet hatten. Die beiden Täter wurden anhand von Speichelresten an zurückgelassenen Masken und im Fluchtauto identifiziert. Der nordrhein-westfälische Verfassungsschutz sowie Journalisten hielten es schon damals für möglich, dass der Überfall auf den Geldtransport der Geldbeschaffung für das Leben im Untergrund diente. Am 6. Februar 2001 leitete die Bundesanwaltschaft ein Ermittlungsverfahren wegen der erneuten Gründung einer terroristischen Vereinigung gegen Staub und Klette ein. Es bestünden Anhaltspunkte für die Gründung dieser Gruppe im Jahre 1999. Diese Gruppe könne noch auf Infrastrukturen der alten RAF, insbesondere Waffenverstecke und konspirative Wohnungen, zurückgreifen. Beim Überfall auf einen Geldtransporter und ein Geschäft in Cremlingen benutzten sie im Juni 2016 eine Kalaschnikow und eine Panzerfaust.
Bei einem missglückten Überfall auf einen Geldtransport im Juni 2015 in Groß Mackenstedt bei Bremen wurden DNA-Spuren Staubs, Klettes und Garwegs in den Tatfahrzeugen gefunden. Das Amtsgericht Verden (Aller) hat deshalb im Januar 2016 gegen die drei Personen Haftbefehl wegen des Verdachts des versuchten Mordes und versuchten schweren Raubes erlassen. Auch bei einem weiteren gescheiterten Überfall auf einen Geldtransport in Wolfsburg im Dezember 2015 wurde DNA der drei Genannten gefunden. Nach Einschätzung der Verdener Staatsanwaltschaft und von Butz Peters haben die Taten keinen terroristischen Hintergrund, sondern sollten der Finanzierung des Lebens im Untergrund dienen.

## Fahndung
Für die Fahndung wurden ursprünglich Fotos aus den 1980ern verwendet.
2003 erstellte das Bundeskriminalamt daraus Fahndungsfotos, auf denen es die Gesuchten am Computer künstlich altern ließ. Staub steht auf der Fahndungsliste bekannter Personen des BKA. Neue Fotos für die Fahndung veröffentlichte das LKA Niedersachsen 2016. Die bei neun Raubüberfällen von 2013 bis 2016 benutzten Fluchtfahrzeuge kauften die Gesuchten vor der Tat bei Gebrauchtwagenhändlern, vier davon im Raum Bielefeld. Bei der Auswertung von Videomaterial konnte ein gutes aktuelles Fahndungsfoto von Staub gewonnen werden, die Aufnahme von Garweg war undeutlicher. Auf einem Video sind sie in einem Bus in Osnabrück im Vorfeld eines Gebrauchtwagenkaufs zu sehen, auf dem anderen auf einem Video bei ihrem Überfall auf einen Rewe-Markt in Hildesheim im Mai 2016. Es konnte auch eine Verbindung in die Niederlande hergestellt werden über ein Handy, das nach dem Grenzübertritt in die Niederlande ausgeschaltet wurde, und Fetzen einer niederländischen Zeitschrift in einem der ausgebrannten Fluchtwagen. Daraufhin wurde umfangreicher in den Niederlanden nach der Tätergruppe gefahndet. Ein Zeuge meinte Staub auch auf einem bei deutschen Touristen beliebten großen Campingplatz bei Venedig gesehen zu haben, konnte ihn aber nicht eindeutig identifizieren. Die Suche wurde infolgedessen 2017 auch auf den Mittelmeerraum ausgedehnt.
2018 wurde bekanntgegeben, dass dem Trio aufgrund von DNA-Spuren noch weitere Überfälle zur Last gelegt werden: Supermarktüberfälle in Bochum-Wattenscheid 2006 und in Löhne 2009. Für entscheidende Hinweise, die zur Ergreifung und einer rechtskräftigen Verurteilung von Staub führen, ist von verschiedenen Stellen eine Belohnung in Höhe von insgesamt mindestens 75.000 € ausgesetzt worden.
Im Zuge der Ergreifung von Klette im Februar 2024 wurde bekannt, dass sich Staub zeitweilig in der Unterkunft von Klette in Kreuzberg aufgehalten hat. Laut Angaben des LKA deuten DNA-Spuren darauf hin.